# 大東出版社
大東出版社（だいとうしゅっぱんしゃ）は、仏教関連を中心とした日本の出版社。浄土宗浄閑寺住職の岩野真雄（1893年 - 1968年）が、『国訳一切経』を刊行するために1925年に設立した。
のちに青蛙房を興す岡本経一（岡本綺堂の養嗣子）は、戦前に大東出版社の編集長をつとめており、その時期に森銑三の著作が出されている。
現在は仏教の専門書を中心に、文学書（坂村真民詩集）など一般書籍も刊行している。1997年には美智子皇后の歌集『瀬音』を刊行した。

## 所在地
東京都文京区白山1-37-10

## 注
1. ↑  経緯は、夫人の岩野喜久代『随想集　永井荷風と浄閑寺・與謝野晶子と荻窪のサロン ほか』（同社で2011年刊）に詳しい。